# Athairocharis laurencei
Athairocharis laurencei är en stekelart som beskrevs av John M. Heraty 2002. Athairocharis laurencei ingår i släktet Athairocharis och familjen Eucharitidae. Inga underarter finns listade.